# Tabontebike (Abemama)
Tabontebike ist ein Ort im Süden des Abemama-Atolls in den zum Inselstaat Kiribati gehörenden Gilbertinseln im Pazifischen Ozean. 2020 hatte der Ort 37 Einwohner.

## Geographie
Tabontebike befindet sich auf der langgestreckten Hauptinsel des Atolls Abemama, die dessen östlichen Riffsaum bildet. Der Ort liegt zwischen Binoinano im Süden und Baretoa im Norden etwa in der Mitte der Hauptinsel. Im Ort gibt es ein Versammlungshaus.

## Klima
Das Klima ist tropisch heiß, wird jedoch von ständig wehenden Winden gemäßigt. Ebenso wie die anderen Orte des Abemama-Atolls wird Tabontebike gelegentlich von Zyklonen heimgesucht.